# Pleurothallidinae
Sous-tribu
Synonymes
- (tribu des) Pleurothallideae Lindl. ex Endl., Gen. Pl., 187 (1837)

Les Pleurothallidinae sont une sous-tribu de plantes à fleurs faisant partie de la tribu des Epidendreae, dans la sous-famille des Epidendroideae et dans la famille des orchidées (Orchidaceae).
Le genre type est Pleurothallis.

## Liste des genres
- Acianthera
- Anathallis
- Andinia
- Barbosella
- Brachionidium
- Brachycladium
- Chamelophyton
- Dilomilis
- Diodonopsis
- Draconanthes
- Dracula
- Dresslerella
- Dryadella
- Frondaria
- Kraenzlinella
- Lepanthes
- Lepanthopsis
- Masdevallia
- Myoxanthus
- Neocogniauxia
- Octomeria
- Pabstiella
- Phloeophila
- Platystele
- Pleurothallis
- Pleurothallopsis
- Porroglossum
- Restrepia
- Restrepiella
- Scaphosepalum
- Specklinia
- Stelis
- Teagueia
- Tomzanonia
- Trichosalpinx
- Trisetella
- Zootrophion

## Publication originale
- Lindl. ex G. Don in Sweet, Hortus Britannicus (Hort. Brit.), éd. 3, 636 (1839).